# Pareh - Il canto della risaia
Pareh - Il canto della risaia (Pareh) è un film sentimentale del 1936 realizzato nelle Indie orientali olandesi. Scritto e diretto dai due cineasti olandesi Albert Balink e Mannus Franken, è interpretato da Rd Mochtar, Soekarsih e Eddie T. Effendi (all'epoca attori amatoriali) ed incentrato sulla storia d'amore proibito tra un pescatore e la figlia di un contadino.
Balink iniziò a lavorare al progetto nel 1934, collaborando con i fratelli Wong, i quali lavorarono da direttori della fotografia e operatori di ripresa. Insieme riuscirono ad ottenere un budget di 75 000 fiorini, una somma molto più elevata di quelle normalmente utilizzate nelle produzioni locali. Convinsero quindi il regista Franken, all'epoca noto per i suoi cortometraggi documentari realizzati con Joris Ivens, di raggiungerli nelle colonie per aiutarli, consci che le sue elevate competenze artistiche avrebbero giovato al risultato finale. La pellicola venne montata nei Paesi Bassi dopo essere stata girata nelle Indie e distribuita internazionalmente: ebbe un successo commerciale e critico in Europa, ma nelle Indie non fu gradito dal popolo nativo; e così fu complessivamente un flop, che mandò in bancarotta i suoi autori.
Nonostante ciò, Pareh - Il canto della risaia rappresentò una svolta decisiva nel cinema delle Indie orientali olandesi. Da sempre orientato alla Cina infatti, esso cominciò, già dalle produzioni successive, a impegnarsi maggiormente nel rivolgersi al pubblico locale. Balink con il successivo Terang Boelan (1937), avrebbe portato avanti questa direttiva, riscontrando anche un enorme successo di pubblico. L'antropologo visuale statunitense Karl G. Heider considera entrambi i lungometraggi le due opere cinematografiche più importanti delle colonie negli anni trenta.

## Trama
Mahmud (Rd Mochtar), un pescatore, è innamorato di Wagini (Soekarsih), la figlia di un contadino. Tuttavia, per una superstizione locale, si crede che il loro rapporto porterà dei disastri. Ciò sembra avverarsi dopo che viene rubato il keris del leader del villaggio, ma alla fine i due riescono a unirsi con l'aiuto dei suoi compaesani.